# Artur Attman
Linus Artur Attman, född 31 oktober 1910 i Annelövs församling i Malmöhus län, död 25 februari 1988 i Göteborg, var en svensk ekonomisk historiker.
Efter studentexamen i Landskrona 1930 blev Attman filosofie licentiat 1940, filosofie doktor 1944, docent i historia vid Lunds universitet 1944, vid Göteborgs högskola 1944, lektor i modersmålet och historia vid Folkskoleseminariet i Linköping 1945 (han var rektor där 1947–49) och vid Hvitfeldtska högre allmänna läroverket i Göteborg 1949. Han blev preceptor vid Göteborgs högskola 1950 och var professor i ekonomisk historia vid Göteborgs universitet 1954–77. 
Attman invaldes som ledamot av Kungliga Vetenskaps- och Vitterhetssamhället i Göteborg 1951 och av Kungliga Samfundet för utgivande av handskrifter rörande Skandinaviens historia 1952. 
Lokalt är Attman speciellt uppmärksammad för sin medverkan i ett bokverk som gavs ut i samband med Göteborgs stadsfullmäktiges 100-årsjubileum 1963 och som även behandlar Göteborgs industriella historia: Göteborgs stadsfullmäktige 1863-1962, del I:I, Göteborg 1863-1913 (1963), Göteborgs stadsfullmäktige 1863-1962, del I:2, Göteborg 1913-1962: Näringsliv och ekonomisk utveckling (1963) samt Göteborgs stadsfullmäktige 1863-1962, del III: Stadsfullmäktige: Stadens Styrelser och Förvaltningar (1971) tillsammans med docent Stig Boberg, docent Arne Wåhlstrand och statistikchef Alvar Westman.